# Zespół Filmowy Profil
Studio Filmowe „Profil”, w latach 1975−1981 i 1982−1989 Zespół Filmowy „Profil” – instytucja filmowa podległa ministrowi kultury, zlikwidowana w czerwcu 2003 roku. 
Zespół „Profil″ powołano w styczniu 1975 roku w Łodzi. Jego kierownikiem artystycznym od momentu założenia aż do postawienia w stan likwidacji w 1997 roku był Bohdan Poręba, zaś stanowisko kierownika literackiego piastowali kolejno: Wacław Biliński, Włodzimierz Sokorski, Stanisław Kuszewski (1977−1978), Jerzy Wawrzak i  Jerzy Grzymkowski (1982−1998).  
Zespół zlikwidowano w kwietniu 1981, decyzją ministra kultury i sztuki w stanie wojennym, został reaktywowany w marcu 1982 roku. Zdaniem Marka Hendrykowskiego, propagandowe produkcje Zespołu Filmowego „Profil” pod kierownictwem Bohdana Poręby stały się przedmiotem środowiskowej parodii zaprezentowanej w Misiu (1981) Stanisława Barei w scenach pracy Bogdana Zagajnego (Janusz Zakrzeński), reżysera Ostatniej paróweczki hrabiego Barry Kenta. 
Zespół Filmowy „Pofil” produkował filmy i seriale, między innymi, Grzegorza Królikiewicza i Zbigniewa Rybczyńskiego (Tańczący jastrząb), Zbigniewa Kuźmińskiego (Republika Ostrowska, Nad Niemnem, Między ustami a brzegiem pucharu, Gdańsk 39), Bohdana Poręby (Polonia Restituta, Złoty pociąg, Katastrofa w Gibraltarze), Waldemara Podgórskiego (Wesela nie będzie), Janusza Kidawy (Pejzaż horyzontalny, seria o Panu Samochodziku).